# How's This?
«How's This?» (en hangul, 어때?; romanización revisada, Eottae) es un sencillo grabado por la cantante y rapera surcoreana Hyuna para su quinto EP, A'wesome (2016). Fue escrito por Hyuna, Big Sancho y Seo Jae Woo, siendo producido por este último. La canción fue publicada el 1 de agosto de 2016 como sencillo de A'wesome. La cantante interpretó la canción en varios programas musicales de Corea del Sur, incluyendo M! Countdown e Inkigayo, donde ella ganó premios.
«How's This?» se ubicó en el quinto y cuarto puesto de Gaon Digital Chart y World Digital Chart, respectivamente.

## Composición
«How's This?» fue escrita por Hyuna, Big Sancho y Seo Jae Woo y producida por Jae Woo. La canción fue descrita por Jeff Benjamin de Fuse como «una típica canción de club banger» que «se mueve a través de distintos géneros y entregas vocales en un ritmo palpitante».

## Vídeo musical
Un videoclip para «How's This?» fue publicado el 1 de agosto. Hong Won Ki de Zanybros dirigió el vídeo y se grabó en una fiesta de un club donde participaron 100 bailarines. «How's This?» encabezó múltiples listas en tiempo real después de su lanzamiento, y el videoclip que lo acompañó, obtuvo más de 2 millones de visitas en 24 horas.

## Actuación comercial
La canción debutó en el quinto puesto de Gaon Digital Chart, estando en la misma posición desde el 31 de julio al 6 de agosto de 2016 con 102 587 descargas vendidas y 2 201 140 streams. La canción también debutó en el puesto 16 de la lista para el mes de agosto con 190 625 descargas vendidas y 7 372 262 streams acumulados.

## Posicionamiento en listas
| Lista (2016)                         | Mejor posición |
| ------------------------------------ | -------------- |
| Corea del Sur (Gaon)                 | 5              |
| Listas musicales de china            | 1              |
| Estados Unidos (World Digital Chart) | 4              |

## Premios y nominaciones
| Año  | Premio                  | Categoría                       | Trabajo nominado | Resultado |
| ---- | ----------------------- | ------------------------------- | ---------------- | --------- |
| 2016 | Mnet Asian Music Awards | Mejor actuación de baile - Solo | «How's This?»    | Nominada  |
| 2016 | Mnet Asian Music Awards | UnionPay - Canción del año      | «How's This?»    | Nominada  |
| 2016 | Mnet Asian Music Awards | UnionPay - Artista del año      | Hyuna            | Nominada  |

### M! Countdown
| Año  | Fecha        | Canción       |
| ---- | ------------ | ------------- |
| 2016 | 11 de agosto | «How's This?» |

### Inkigayo
| Año  | Fecha        | Canción       |
| ---- | ------------ | ------------- |
| 2016 | 14 de agosto | «How's This?» |